# Beda Klee
Beda Klee (16 giugno 1996) è un fondista svizzero.

## Biografia
Attivo in gare FIS dal febbraio del 2012, Klee ha esordito in Coppa del Mondo il 10 dicembre 2017 a Davos (63º) e ai Campionati mondiali a Seefeld in Tirol 2019, dove si è classificato 37º nella 15 km e 43º nello skiathlon. Il 1º marzo 2020 ha conquistato a Lahti in staffetta il primo podio in Coppa del Mondo (2º); ai Mondiali di Oberstdorf 2021 si è classificato 25º nella 15 km e 5º nella staffetta, a quelli di Planica 2023 si è piazzato 37º nella 15 km, 24º nella 50 km, 27º nello skiathlon e 8º nella staffetta e a quelli di Trondheim 2025 è stato 33º nella 10 km e 42º nello skiathlon.

## Palmarès

### Coppa del Mondo
- Miglior piazzamento in classifica generale: 13º nel 2024
- 1 podio (a squadre):
  - 1 secondo posto